# Wim Hof
Wim Hof (20. travnja 1959., Sittard, Limburg, Nizozemska), također poznat pod nadimkom The Iceman (Ledeni čovjek), nizozemski je ekstremni atletičar poznat po sposobnosti da izdrži vrlo niske temperature.